# Ця мила людяність
«Ця мила людяність» (фр. Cette chère humanité) — науково-фантастичний роман французького письменника Філіппа Кюрваля, опублікований у 1976 році. Нагороджений премією «Аполло» 1977 року.

## Сюжет
У романі фігурує країна майбутнього під назвою «Марком» (le Marcom — скорочення від Marketing Communication) — колишня Європа зі спільним ринком. Близько двадцяти років вона живе, відгородившись від решти світу високими мурами з неприступними укріпленнями. Але з-за цих мурів до зовнішнього світу проникає звістка, що планеті загрожує небезпека.
Відгукнувшись на заклик, les Payvoides (колишні «країни, що розвиваються»), дають завдання агенту Ліги Бельгасену Аттіа (Belgacen Attia) пробратися у Марком, подолавши електронну охоронну мережу, що відмежовує його від інших країн. Треба поспішати, оскільки у Маркомі от-от винайдуть засіб, що сповільнює хід часу, і тоді мало-помалу світ полетить шкереберть.

## Видання
- Robert Laffont, серія Ailleurs et Demain (номер 42), 1976 ; перевидання 1978 ISBN 2-221-00163-X ;
- J'ai lu, серія Science-fiction et fantastique (номер 1258), 1981, обкладинка Бориса Валлехо (Boris Vallejo) ISBN 2-277-21258-X ;
- Le Livre de poche, серія Science-fiction (номер 7131), 1990, обкладинка Марі Жерар (Marie Gérar) ISBN 2-253-05473-9.